# Östergötlands runinskrifter 151
Runinskrift Ög 151 är en runsten i Furingstads socken och Norrköpings kommun i Östergötland. Stenen är en av fem runstenar som nu står utanför Furingstads kyrka.

## Stenen
Stenens ursprungliga plats är okänd. Den påträffades jämte två av de andra runstenarna i samband med reparationer av kyrkobyggnaden året 1888, varpå den togs till vara och restes utanför kyrkogårdsmuren. Stenen som är av grå granit hittades i det gamla vapenhuset och dess höjd är 1,35 meter. Runorna står i en bandslinga som följer stenens kanter och är omkring 12–13 cm bred. Runbandet bildar en romersk båge och på mittytan innanför finns ett Sankt Georgskors. Runorna är idag ganska svaga och svårlästa. 
År 1994 lanserade Svante Lagman en ny tolkning av stenen än den Erik Brate presenterat i Östergötlands runinskrifter. Denna är i dagsläget inte huvudversionen i Samnordisk runtextdatabas, men är den läsning som ligger till grund för stenens uppmålning.
Runslingan är utformad på ett sätt som placerar den i stilgrupperingen RAK, vilket innebär att den sannolikt ristades på vikingatiden i 1000-talets början.

## Inskriften

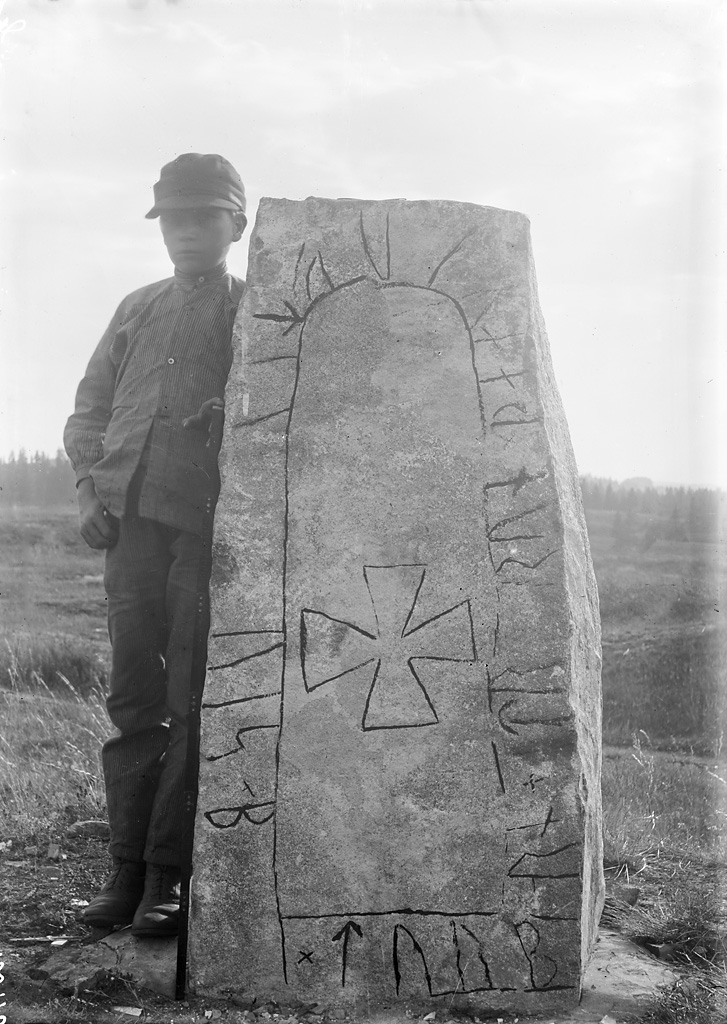
En gosse vid runstenen år 1900. Fotografen är okänd.

I translittererade former lyder stenens inskrift enligt nedan. Först enligt Erik Brate och Samnordisk runtextdatabas:
Runsvenska: tur...rn rti * stun þansi * ufti × u(i)(s)(þ)i uis × broþu...
Samt Lagmans tolkning:
Runsvenska: tur(u) r(n) rti * stun : þaosi : ufti × (u)...(þ)(i)uis + broþu

## Översättning
Den översätta inskriften i Östergötlands runinskrifter:
Nusvenska: "Torbjörn reste denna sten efter V., Svens broder."